# Типография Академии наук
Типография Академии наук (ныне — издательство «Наука») — старейшая из ныне действующих типографий России.

## История
29 октября 1710 года царь Пётр I послал графу И.А. Мусин-Пушкину поручение, доставить из Москвы «станок друкарный с новыми литерами по первому зимнему пути со всем, что ему принадлежит, также и с людьми».
Первая типография в городе Санкт-Петербурге была основана в 1711 году и называлась просто «друкарней», «государевой письмопечатней» или «Санкт-петербургской типографией». Сама типография сперва располагалась в доме её цейх-директора М.П. Аврамова, а в 1713 году переехала в небольшой домик на Троицкой площади Березового острова, у въезда на мост, ведший в Петропавловскую крепость, где и существовала до 1727 года.
В 1714 году типография получила три дополнительных станка, а в 1719 — ещё три, одним из сотрудников типографии был А.И. Богданов, оставивший после себя мемуары под названием «Описание Санкт-Петербурга с 1703 по 1751 год».
В 1714 году была основана Петербургская Библиотека под управлением секретаря И.Д. Шумахера. Большинство печатных изданий петровской эпохи являлись переводными книгами с иностранных языков, позже появились труды и отечественных учёных, историков и картографов. Эти издания можно было приобретать в торговых лавках Гостиного двора.
В январе 1719 года один печатный станок получил Александро-Невский монастырь, для публикации церковных книг, ещё одна типография была открыта для нужд Сената, а позже последовал указ открыть типографию и при Академии наук. В 1721 году архимандрит Ипатиевского монастыря Гавриил был назначен советником созданного в этом же году Синода и «протектором типографий».
Типография при Академии наук была учреждена 4 (15) октября 1727 года указом Верховного Тайного Совета на первом этаже бывших палат царицы Прасковьи Фёдоровны, рядом со строящейся Кунсткамерой и была создана «для печатания исторических книг, которые на российский язык переведены». Типографии же, которые были в Синоде и Александро-Невском монастыре, были переведены в Москву, в ведение Синода, для печатания церковных книг. Академия наук стала центром светского книгопечатания. В начале 1728 года «надзор над Типографией» был поручен Г. Ф. Миллеру.
Типография Академии состояла из двух отделений: русского и иностранного. Техническое обеспечение осуществлялось специализированными мастерскими — словолитной, пунсонной, переплётной, специально для изготовления гравюр была создана Гравировальная палата.
За первый год существования типографии было напечатано одиннадцать книг, в последующее десятилетие выпускалось в среднем по двадцать книг в год. В друкарне с новыми литерами, в период 1726—1736 гг.,  было издано 175 наименований книг, из них 50 академических.
С 1728 года в Академии наук началось издание газеты «Санкт-Петербургские ведомости», на долгие годы эта газета становится единственным официально-информационным органом периодической печати. В 1737 году в академической типографии выпускаются атласы и географические карты. Особой популярностью пользовались календари, включавшие статьи по астрономии, географии, истории и медицине. В 1755 году издаётся «Российская грамматика» М. Ломоносова, а в 1760 его исторический труд «Краткий российский летописец с родословием». Выпускается журнал «Ежемесячные сочинения к пользе и увеселению служащие», шедеврами  книгоиздания стали выпуски «Пробной книги всем азбукам, знакам и типографским украшениям» (1748 г.), а из книг церковнославянской печати «Елисаветинская Библия» (1752 г.). Издаются сочинения В. К. Тредиаковского, Г. Ф. Миллера, С. П. Крашенинникова, Л. Эйлера, С. С. Волчкова.
С 1768 года все академические издания, выходящие из стен типографии, имели на заглавном листе особое клеймо. Всем типографиям в империи под страхом конфискации в пользу Академии запрещалось «перепечатывать без особенного её позволения книги, изданные в академической типографии». Вплоть до создания специализированного академического издательства академическая типография почти два века являлась издательским органом Академии наук, осуществляя как издательские, так и полиграфические функции, включая обработку рукописей и выпуск научных трудов.
В 1783—1789 годах архитектором Д. Кваренги для Академии было построено новое здание на Университетской набережной, в связи с дальнейшим строительством, в 1826 году типография  переехала в дом купца Е. Ф. Ганина на углу Большого проспекта и 9-й линии Васильевского острова.
При переезде типографию обновили: шрифты доставили из Парижа, скоропечатные станы из Берлина. В качестве двигателя использовали паровую машину мощностью четыре лошадиные силы. К 1840-м годам имелись шрифты 120 языков, в том числе тибетского, афганского, алеутского. Новые станки из Гамбурга, закупленные в 1846 году, позволяли производить печать большого формата. Вплоть до нормативных актов советского правительства деятельность типографии регламентировалось Уставом Академии наук от 8 января 1836 года, структура академической типографии должна была иметь словолитную палату, литографию и печатную палату для гравировальных досок. Со второй половины XVIII века предприятие называлось типографией Императорской Академии Наук.

## XX век
Наименования типографии в послереволюционной России:
- 1918 год — 12-я государственная Российская академическая типография
- 1923 год — Издательство Российской Академии наук
- 1924 год — Российская Государственная Академическая типография
- 1925 год — Издательство Академии наук СССР
- 1936 год — Ленинградское отделение Издательства Академии наук СССР
- 1964 год — Типография 1-я издательства "Наука"
- 1997 год — Производственно-полиграфическое предприятие типография «Наука» Академиздатцентра «Наука» Российской Академии Наук
- 2003 год — Санкт-Петербургский филиал Федерального государственного унитарного предприятия «Издательство "Наука"»

## XXI век
В настоящее время типография «Наука» остается частью Издательства «Наука», подведомственного Министерству науки и высшего образования РФ.
Типография специализируется на выпуске книжно-журнальной продукции. В перечне услуг — вёрстка книжной и рекламной продукции, листовая и ролевая печать, цифровой комплекс изготовления брошюр, переплётно-брошюровочные линии, высечка, ламинирование и т. п. Участок художественного переплёта создаёт уникальные единичные образцы элитного переплёта книг.
Продукция типографии неоднократно получала Дипломы и Почётные грамоты за победу в конкурсах на лучшее полиграфическое издание. Например, 2006 год — главный приз «За искусство переплёта». В честь 55-летнего юбилея в Великой Отечественной войне — первая премия в конкурсе на лучшее издание, посвящённое этому событию. Президент России В. В. Путин в 2003 году подарил своим коллегам из Украины и Белоруссии по экземпляру книги «Слово о полку Игореве», изготовление которой было поручено типографии.